# Lystrups slott

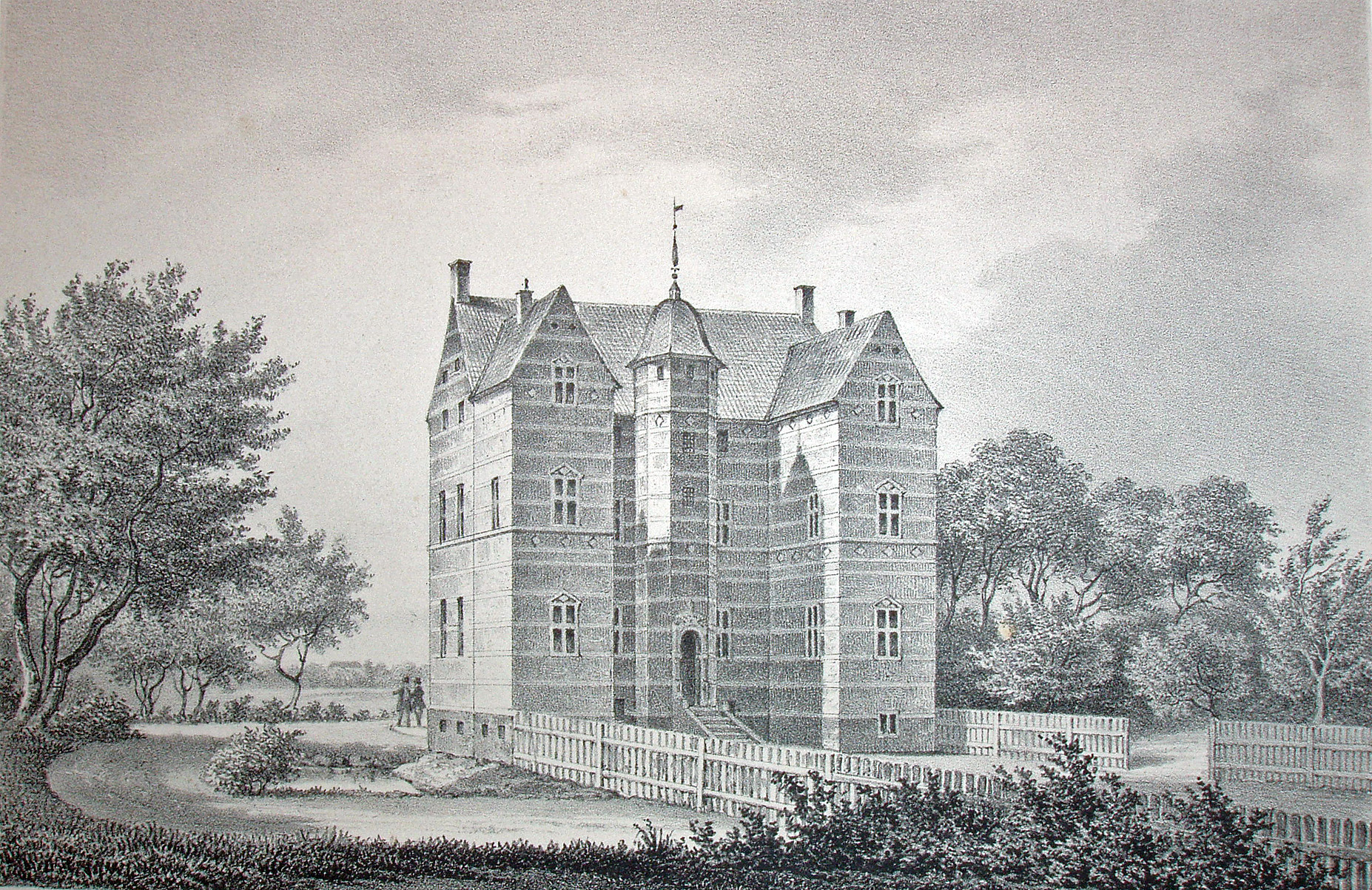
Lystrup omkring 1860.

Lystrups slott är ett slott i Kongsted Sogn på Själland i Danmark, i Faxe kommun.
I början av 1400-talet var Lystrup ett mindre gods som tillhörde ätten Godov. Den nuvarande huvudbyggnaden uppfördes 1579-1585 av Eiler Grubbe, vars far Sigvard Grubbe genom giftermål med Palle Ulfelds dotter Mette fått gården till egendom. Den innehades av ätten Grubbe fram till 1721, då den siste av ätten dog ut. 1857 såldes slottet av kammarherre J. Caspar Mylius till greve Adam Wilhelm Moltkes yngste son Christian Moltke. Denne lät renovera Lystrup och byggde på slottets torn.